# Polder Oostmade
De Polder Oostmade is een polder en een voormalig waterschap in de gemeente Den Haag, in de Nederlandse provincie Zuid-Holland.
Het waterschap was verantwoordelijk voor de waterhuishouding in de polder.